# Beckmannia
Beckmannia is een geslacht uit de grassenfamilie (Poaceae). De soorten komen voor in Europa, Noord-Amerika en Azië.

## Soorten (selectie)
- Beckmannia borealis (Tzvelev) Prob.
- Beckmannia cruciformis (Sibth. & Sm.) Sennen
- Beckmannia eruciformis (L.) Host
- Beckmannia erucoides P. Beauv.
- Beckmannia syzigachne (Steud.) Fernald